# Condițional
Condiționalul este un mod verbal personal și predicativ care exprimă în general o acțiune, o întâmplare sau o stare ipotetică a cărei realizare în prezent sau în viitor depinde de realizarea altei acțiuni, întâmplări sau stări, ori o ipoteză nerealizată în trecut.
Condiționalul are, în limbile în care se dau exemple în acest articol, aproximativ aceleași valori, cu unele mici diferențe. În unele limbi, cum este româna, maghiara sau cele din diasistemul slav de centru-sud (bosniacă, croată, muntenegreană, sârbă, prescurtat BCMS), poate exprima și acțiunea de realizarea căreia depinde sau ar fi depins realizarea unei alte acțiuni, ceea ce nu este valabil pentru limba franceză.
În unele limbi, cum este româna și franceza, condiționalul poate fi folosit și pentru relatarea unui fapt despre realitatea căruia nu există certitudine.
În gramaticile limbii române, acest mod este numit de obicei condițional-optativ, pentru că poate exprima și dorința.

## Condiționalul în limba română

### Morfologie
Din punct de vedere morfologic, prezentul condițional se alcătuiește în mod analitic. Verbul auxiliar ar fi, după unele păreri, forme ale lui a avea, dintre care cele de persoana I singular, a III-a singular și a III-a plural specializate pentru condițional. Conform altei păreri, auxiliarul ar proveni din formele de perfect simplu și de imperfect indicativ contopite ale verbului a vrea:
aș cânta / vedea / bea / zice / iubi / coborî
ai cânta
ar cânta
am cânta
ați cânta
ar cânta
Perfectul condițional-optativ este alcătuit din prezentul condițional al verbului a fi și participiul invariabil al verbului cu sens lexical:
aș fi cântat / văzut / băut / zis / iubit / coborât
ai fi cântat
ar fi cântat
am fi cântat
ați fi cântat
ar fi cântat

### Valori și sintaxă
Valorile specifice ale acestui mod sunt:
- de condițional, când exprimă:

- o condiție sau o acțiune condiționată: Dacă m-ai invita, aș veni;
- o concesie: Chiar de ar veni, nu mi-ar fi de folos;
- o comparație ireală: Se uită la el ca și cum nu l-ar cunoaște;

- de optativ,

- când acțiunea este dorită: De-aș avea o mașină ca asta!;
- în locul indicativului, pentru atenuarea:

- unei cereri: Aș vrea puțină apă;
- unei opinii: Ar trebui să te odihnești mai mult;

- de potențial, când se exprimă numai faptul că acțiunea este posibilă, virtuală: Ai crede că ea scrie poezii?

În propoziție subordonată, condiționalul poate avea valoare de prezumtiv: Am auzit că Petre ar fi avut un accident.
Din punct de vedere sintactic, verbul la modul condițional poate fi predicatul multor tipuri de propoziții. Considerându-se propozițiile în sine, este vorba de propoziția enunțiativă optativă (Aș bea o bere), de propoziția enunțiativă potențială (N-aș face așa ceva), de propoziția interogativă potențială (Ți-ai fi închipuit așa ceva?), acestea putând fi neexclamative sau exclamative, precum și pozitive sau negative.
Avându-se în vedere sintaxa frazei, condiționalul se poate găsi în propoziție principală și în multe tipuri de propoziții subordonate:
- subiectivă cu verb regent care exprimă:

- certitudinea/incertitudinea: (Nu) e sigur că ar fi mulțumit, dacă ar afla;
- probabilitatea: Probabil că n-aș ști ce să fac într-o asemenea situație;

- predicativă, obligatoriu dacă este introdusă prin locuțiunea conjunctivală ca și cum (Totul este ca și cum nu s-ar fi întâmplat nimic), posibil după cuvintele introductive care se folosesc și cu indicativul: Problema este cine ar veni în condițiile acestea;
- atributivă, dacă acțiunea sa depinde de o condiție: Am găsit un om care m-ar ajuta dacă l-aș plăti;
- completivă directă cu verb regent care exprimă:

- declarația: Afirm că Paul ar veni dacă ar putea;
- opinia la pozitiv sau negativ: (Nu) cred că aș reuși dacă aș încerca;

- completivă indirectă: Sunt sigur că ai fi de acord cu așa ceva;
- completivă de agent: Tabloul acesta ar fi admirat de oricine l-ar vedea;
- circumstanțială de loc: Ar veni cu mine oriunde aș vrea;
- circumstanțială de timp introdusă prin unele cuvinte: Aș aștepta cât timp ar trebui;
- circumstanțială de mod, în care condiționalul este posibil cu unele cuvinte introductive (de exemplu: Aș face așa cum mi s-ar spune), chiar obligatoriu în cea comparativă condițională: Dansează ca și cum / de parcă / parcă ar pluti;
- consecutivă, în cazul unei consecințe ipotetice: Ținea ziarul astfel, încât l-aș fi putut citi și eu, dar pe mine nu mă interesa;
- circumstanțială instrumentală: Aș trimite scrisoarea prin oricine ar fi dispus s-o ducă;
- circumstanțială sociativă: Aș pleca cu oricine ar veni cu mine;
- circumstanțială condițională, dacă și verbul regent este la condițional: Dacă ar putea, ar veni;
- circumstanțială concesivă, mai ales cea ipotetică: Oricine ar suna, nu deschid ușa;
- circumstanțială opozițională cu unele cuvinte introductive: Într-o asemenea situație eu aș ezita, pe când el ar acționa imediat;
- circumstanțială cumulativă cu unele cuvinte introductive: A spus și altceva decât s-ar fi cuvenit;
- circumstanțială de excepție: N-aș invita decât pe cine ai invita și tu.

## În alte limbi

### În franceză
În limba franceză, condiționalul prezent a evoluat de la forme personale analitice la forme sintetice. Desinențele provin din formele indicativului imperfect al verbului latinesc habeo „a avea” și sunt adăugate la forma de infinitiv neschimbată sau deformată în cursul evoluției, de aceea înaintea lor există totdeauna un r.
Exemple la condițional prezent:
je saurais „aș ști”
tu finirais „ai sfârși”
il/elle viendrait „ar veni”
nous mangerions „am mânca”
vous pourriez „ați putea”
ils/elles joueraient „ar juca”
Este de menționat faptul că desinențele de la singular și cea de persoana a III-a plural diferă numai în scris, pronunțându-se la fel, [ɛ]. Cea de persoana a II-a plural sună [e], apropiat de precedentele. De fapt persoanele se disting clar prin subiect, acesta trebuind să fie exprimat prin cuvânt aparte.
Condiționalul trecut se formează în mod analitic, fiind o formă temporală compusă din verbul auxiliar avoir sau être la condițional prezent și participiul numit „trecut” al verbului cu sens lexical: j’aurais lu „aș fi citit”, elle serait partie „(ea) ar fi plecat”, vous vous seriez assis „voi/dumneavoastră v-ați fi așezat”. Când se folosește auxiliarul être, participiul se acordă de cele mai multe ori în gen și număr cu subiectul, deși în majoritatea cazurilor numai în scris.
O deosebire în folosirea condiționalului francez față de condiționalul din alte limbi este că nu poate fi folosit pentru predicatul propoziției circumstanțiale condiționale atunci când aceasta este introdusă prin conjuncția si „dacă”. În acest caz, în locul condiționalului prezent se folosește indicativul imperfect, iar în locul celui trecut – indicativul mai mult ca perfect.

### În BCMS
În aceste limbi, condiționalul se formează analitic, cu verbul auxiliar biti „a fi” la forma de aorist și forma de participiu numit „activ” a verbului cu sens lexical. Acesta se acordă în gen și număr cu subiectul. În limba actuală are valoare temporală și de prezent, și de trecut, care se deduce din context. Exemplu de paradigmă la condițional prezent:
pisao (masculin singular) / pisala (feminin sg.) bih „aș scrie / fi scris”
pisao / pisala bi „ai scrie / fi scris”
pisao / pisala / pisalo (neutru sg.) bi „ar scrie / fi scris”
pisali (m. plural) / pisale (f. pl.) bismo „am scrie / fi scris”
pisali / pisale biste „ați scrie / fi scris”
pisali / pisale / pisala (n. pl.) bi „ar scrie / fi scris”
Verbul auxiliar se plasează după verbul cu sens lexical dacă subiectul nu este exprimat prin cuvânt aparte. În caz contrar, se plasează înaintea lui: ja bih pisao / pisala „eu aș scrie / fi scris” etc.
O deosebire față de celelalte limbi amintite aici, este folosirea condiționalului pentru predicatul unor propoziții circumstanțiale de scop: sr  Da bi situacija bila jasnija, poslužićemo se crtežom „Pentru ca situația să fie mai clară, ne vom servi de un desen”. Altă deosebire este exprimarea acțiunilor repetate în trecut prin forma de condițional: bs  Otac bi me petkom vodio u džamiju „Vinerea, tata mă ducea la moschee”.

### În maghiară
În limba maghiară, condiționalul are forme de prezent și de trecut.
Prezentul se formează sintetic, din radicalul verbului, după care, în unele cazuri, urmează o vocală de legătură. La radical sau la vocala de legătură se adaugă sufixul morfem al condiționalului -na/-ne/-ná/-né. La acest sufix se adaugă desinențele personale. În afară de două persoane, sunt două serii de desinențe, fiindcă există o conjugare numită „nedefinită” (cea a verbelor intranzitive și a celor tranzitive când sunt folosite fără complement direct sau cu CD nedefinit) și una definită (cea a verbelor tranzitive folosite cu CD definit). Sufixul de condițional are variante folosite conform regulilor armoniei vocalic, care nu se respectă doar la persoana I singular, conjugarea nedefinită. Exemple:
| Conjugare nedefinită | Conjugare definită | Conjugare nedefinită | Conjugare definită |
| -------------------- | ------------------ | -------------------- | ------------------ |
| vár „a aștepta”      | vár „a aștepta”    | küld „a trimite”     | küld „a trimite”   |
| várnék               | várnám             | küldenék             | küldeném           |
| várnál               | várnád             | küldenél             | küldenéd           |
| várna                | várná              | küldene              | küldené            |
| várnánk              | várnánk            | küldenénk            | küldenénk          |
| várnátok             | várnátok           | küldenétek           | küldenétek         |
| várnának             | várnák             | küldenének           | küldenék           |
Condiționalul trecut este analitic. Se folosește forma de trecut a verbului cu sens lexical, urmată ca auxiliar invariabil de către forma de condițional prezent, persoana a III-a singular a verbului van „a fi”:
| Conjugare nedefinită         | Conjugare nedefinită | Conjugare definită | Conjugare definită |
| ---------------------------- | -------------------- | ------------------ | ------------------ |
| olvastam volna „aș fi citit” |                      |                    |                    |
| olvastál                     | volna                | olvastad           | volna              |
| olvasott                     | volna                | olvasta            | volna              |
| olvastunk                    | volna                | olvastuk           | volna              |
| olvastatok                   | volna                | olvastátok         | volna              |
| olvastak                     | volna                | olvasták           | volna              |